# Efferia incisura
Efferia incisura är en tvåvingeart som beskrevs av Scarbrough och Perez-gelabert 2009. Efferia incisura ingår i släktet Efferia och familjen rovflugor. Inga underarter finns listade i Catalogue of Life.